# ツァスタバ M92
ツァスタバ M92（クロアチア語: Zastava M92：セルビア語: Застава М92）とは、セルビアのツァスタバ・アームズが設計したアサルトカービンである。

## 概要
全体的な形状はヒンジで固定された上部レシーバーカバーやレシーバーカバー中部部分に移設された照門（リアサイト）、極端に短縮化された銃身、銃口炎を抑え銃声を前方に拡散させるための特徴的な銃口部分など、ロシア製のAKS-74Uに類似している。弾薬は旧式の7.62x39mm弾を使用するため、反動はややきついが対物打撃力では勝る。
ただし、下方折り畳み式の銃床やハンドガード左右側面の3つの冷却孔、セレクターレバーにボルトを後退位置で固定させるための切り欠きがあるなど、ユーゴスラビア・セルビア製AKに特徴的な形状を残している部分もある。
ほぼ同一の形状で、5.56mm NATO弾仕様のツァスタバ M85も存在するが、現在のツァスタバ・アームズ公式サイトではM85をはじめとする5.56mm NATO弾仕様のAK派生型は、新型のツァスタバ M21系列を除いてカタログに載っていない。
M85やM92をM21のパーツを使用し、M21風の外観にしたM85M（M21に同サイズのものがあるので製品名を変更した可能性がある）やM92Mも開発されている。